# Intercambio erótico de poder
Erotic Power Exchange, abreviadamente EPE o EPC para otros, es un anglicismo que se traduce en la escena hispana del BDSM como Intercambio (o Cesión) Erótico de Poder, significando la cesión voluntaria y consensuada (en el marco de una relación de pareja) de la capacidad de decisión de una parte, en favor de la otra. La primera recibe el nombre de sumisa, y la segunda el de dominante. Ambas obtienen, en dicho intercambio, una recompensa en forma de placer (generalmente emocional y muchas veces también sexual).

## Generalidades

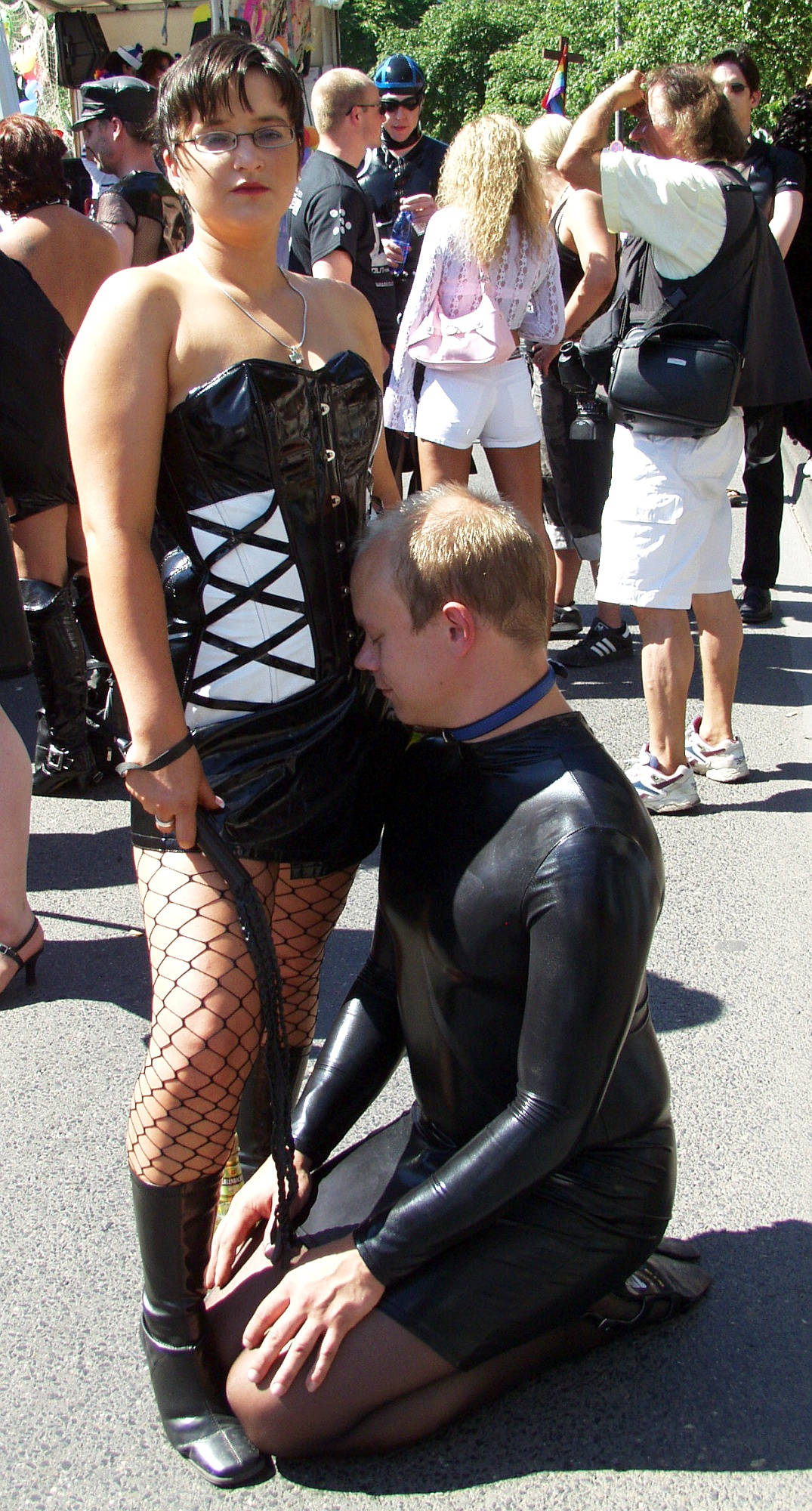
Dominante y sumiso

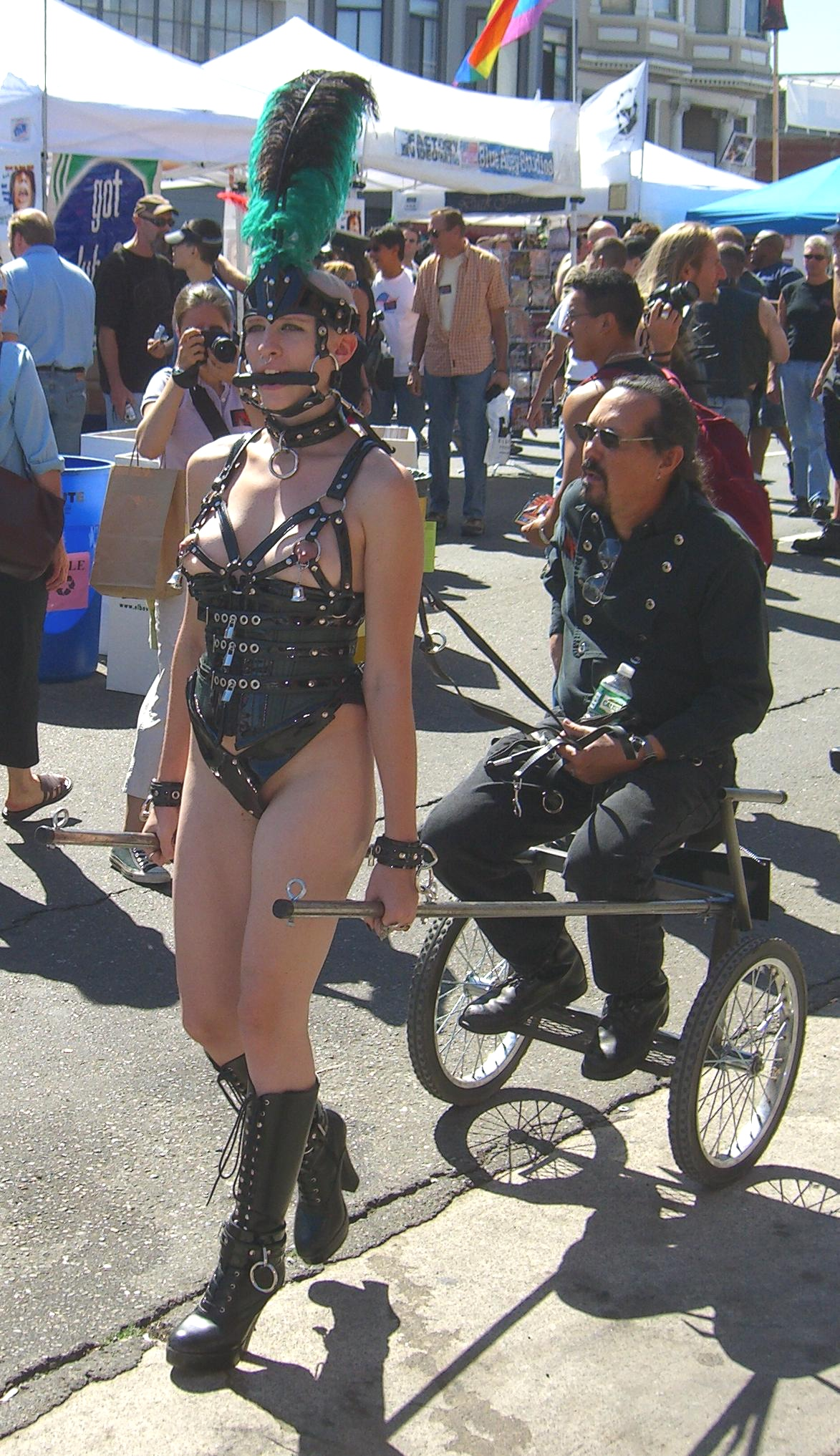
Dominante y sumisa

Dentro del Erotic Power Exchange la cesión puede pactarse por un tiempo determinado (sesión) o de forma continuada (24/7), para un plano específico (el sexual, el verbal, el del vestir, etc.) o para todos (Total Power Exchange), estableciendo excepciones (el plano laboral, familiar, social, etc.) o planteado sin estas.
En realidad se trata de una terminología reciente para algo que siempre se ha definido en el área hispanoparlante como relaciones de dominación y sumisión, (d/s), pero incorporando la nomenclatura actual inglesa. Dada la influencia cultural del ámbito anglosajón, es probable que en años venideros la definición de EPE vaya desplazando gradualmente a la de d/s. Ambas describen la misma situación, como atestigua la E.P.E.I.C. (Erotic Power Exchange Information Center), una de las organizaciones mundiales más reconocidas dentro del BDSM, que trabaja en común con la International Maledom/femsub Guild, sociedad que ampara a los grupos BDSM con presencia en Internet: 
"EPC es toda relación entre adultos que de forma voluntaria incorporan los elementos de dominación (poder) en sus relaciones amorosas -y usualmente asimismo en una gran parte de sus vivencias diarias. E.P.C es más conocido como BDSM, S/M, D/s o sadomasoquismo, pero todos esos términos son demasiado limitados, incorrectos y a menudo se confunden con estereotipos y afecciones mentales, por lo que preferimos la denominación E.P.C. Esta puede tomar cualquier forma, dentro de una relación. Desde los juegos de sumisión amorosa en una pareja que hace el amor, hasta las relaciones totales 24/7 , 24 horas al día, 7 días a la semana" (EPEIC, diciembre de 2000).
El perfil que adopta una u otra relación, dependerá enteramente de las fantasías de sus integrantes, de los pactos entre ellos, etc. En tanto esta relación sea consensuada, informada, sensata, presidida por el sentido común y voluntaria, la comunidad BDSM las entenderá como D/s, o en la terminología anglosajona EPE, Erotic Power Exchange. Si faltan uno o varios de esos elementos identificativos, el resultado sería el de una situación de abuso. (BDSM: Teoría y Práctica, BDSM y Sociedad: EPE)